# Affaire du viol collectif de New Delhi
L'affaire du viol collectif de New Delhi commence le 16 décembre 2012 avec le viol par six hommes, dans un autobus de New Delhi, de Jyoti Singh, une étudiante en kinésithérapie de 23 ans. L'événement et l'hospitalisation consécutive de la victime, également agressée sexuellement avec une barre de fer rouillée, puis sa mort le 29 décembre 2012, entraînent en Inde des réactions populaires sans précédent, qui provoquent un débat exceptionnel sur la condition des femmes, et sur l'application de la peine de mort dans le pays (les six accusés, dont l'un s'est depuis suicidé en prison, encourent la pendaison pour meurtre). En signe de deuil, les forces armées indiennes et de nombreux établissements annulent leurs festivités du nouvel an.
Le 31 décembre 2012, Navanethem Pillay, Haut-Commissaire des Nations unies aux droits de l’homme demande à l'Inde un « débat d'urgence » sur les mesures à prendre pour faire face au « problème national  » que constituent les violences sexuelles, tout en estimant que « la peine de mort n'est pas la solution »,.
L'un des accusés, mineur au moment des faits, est condamné le 31 août 2013 à trois ans de prison.
Le 13 septembre 2013, le tribunal chargé de l’affaire depuis les neuf derniers mois, rend son verdict : les 5 accusés majeurs survivants sont reconnus coupables et sont condamnés à la peine de mort, par pendaison. Le 14 juillet 2014, la peine est confirmée en appel ; le 5 mai 2017, la Cour suprême de l'Inde valide le verdict, puis le revalide le 9 juillet 2018. Prévue initialement le 22 janvier 2020 à 19 h 0, la pendaison des 4 hommes est finalement reportée au 1er février suivant avant d'être une nouvelle fois repoussée. La quadruple exécution a finalement lieu à l'aube du 20 mars 2020 à la prison de New Delhi .

## Déroulement de l'agression
Les victimes, Jyoti Singh, une femme de 23 ans interne en physiothérapie et son ami, Awindra Pandey, rentraient après être allés au cinéma dans le quartier de Saket (en) au sud de Delhi. Ils prennent alors un bus conduit par un joyrider vers 21 h 30. L'ami de la jeune femme s'inquiète lorsque le bus dévie de l'itinéraire prévu, et que les six occupants verrouillent ses portes. Alors qu'il les interroge, le groupe de six hommes se tourne vers les 2 amis et leur demandent ce qu'ils faisaient dehors à une heure si tardive.
Les hommes entraînent la femme à l'arrière du bus, pour la battre et la violer pendant que le bus continue de rouler. Lorsque Awindra Pandey tente d'intervenir, il est frappé avec une barre en acier au point de perdre connaissance. Des rapports médicaux indiquent que la femme souffre de blessures graves à l'abdomen, aux intestins, et aux parties génitales à la suite de l'agression, et les médecins disent que les dommages indiquent qu'un objet pointu (supposé être la barre en acier), semble avoir été utilisé pour la pénétration. Cette barre a, par la suite, été décrite par la police comme étant rouillée, en forme de L, comme celles utilisées pour les crics... Après que les coups et les viols ont pris fin, le gang a jeté les deux victimes hors du bus toujours en mouvement, et ensuite aurait fait marche arrière pour tenter d'écraser la victime. Le chauffeur du bus a plus tard nettoyé le véhicule que la police a retrouvé le jour suivant et brûlé les vêtements arrachés à la victime,.
Les deux victimes ont été retrouvées par un passant vers 23 h, gisant sur la route, partiellement dénudés et inconscients. Le passant téléphona à la police de Delhi. À la suite de quoi, les deux victimes ont été transportées à l'hôpital où la femme a reçu les soins de premiers secours et une ventilation médicalement assistée. Il ne restait plus à l'intérieur du corps de la victime que 5 % de ses intestins. Un médecin expliquera plus tard que la seule explication est que la barre a été insérée et retirée avec une telle force que les intestins en sont sortis. La jeune femme décède finalement de ses blessures le 29 décembre 2012.
Le compagnon de la victime a par la suite critiqué la lenteur de la réaction des policiers qui, une fois sur les lieux du drame, ont discuté sur la juridiction concernée et ont conduit la victime à un hôpital éloigné alors qu'elle saignait abondamment[réf. nécessaire].

## Identité de la victime
Alors que l'identité de la victime n'a pas été dévoilée, au départ à sa demande et en conformité avec la section 228 (A) du code pénal indien qui interdit de révéler l'identité des victimes de certains crimes, tels que le viol, plusieurs médias en Inde lui attribuent d'abord un prénom : Nirbhaya (sans peur), Amanat ou Damini, censées refléter ses qualités morales. Un journaliste, Sandip Roy, s'interroge sur les raisons de cette attribution. Il cite un autre journaliste, Salil Tripathi, qui indique ne pas vouloir connaitre de détails sur la victime, le déroulement de l'agression, ou les hobbies des agresseurs, mais au contraire comprendre comment ils en sont arrivés là pour pouvoir en tirer les leçons. Mais le 5 janvier, son père, Badri, révèle son nom à la presse : Jyoti Singh, afin de « donner du courage aux autres femmes qui ont subi de telles agressions ».
Le 8 mars 2013, Nirbhaya reçoit, à titre posthume, de John Kerry Secrétaire d'État des États-Unis, le Prix international de la femme de courage,.

## Les suspects
La police interpelle certains des suspects dans les 24 heures à partir des indications concernant le véhicule. Six hommes dont cinq âgés de 19 à 35 ans sont finalement arrêtés : Ram Singh, le conducteur, et son frère, Mukesh Singh, Vinay Sharma, un professeur de gymnastique de Delhi, Pawan Gupta, un vendeur de fruits et Akshay Thakur, demandeur d'emploi,, ainsi qu'un mineur de 17 ans et demi : Muhammad Afroz, dit « Raju »,. Une demi-heure avant les faits, le groupe avait déjà fait monter un charpentier dans le bus pour lui voler 8 000 roupies avant de l'abandonner dans le sud de Delhi.
Les 2 500 avocats inscrits au barreau du district de Saket ont refusé d'assurer volontairement la défense des accusés qui ne devraient alors être défendus que par des avocats commis d'office. Le 3 janvier, les cinq hommes majeurs sont accusés de viol, meurtre, enlèvement, et destruction de preuves.
Une polémique a été provoquée par l'homme politique Raj Thackeray sur le fait que ces hommes seraient, selon lui, tous originaires du Bihar, attisant une forme de xénophobie à l'encontre des personnes originaires de cette région,,, parfois appelées « immigrants » quand elles viennent s'installer à New-Delhi.
Le 11 mars 2013, Ram Singh, 35 ans, soupçonné d'avoir été le meneur du groupe accusé du viol collectif, a été retrouvé pendu dans sa cellule de la prison de très haute sécurité de Tihar à New Delhi, où il était détenu depuis son arrestation.
L'actrice et productrice Leslee Udwin a interrogé en prison Mukesh Singh pour les besoins d'un film qu'elle a préparé. Ce dernier nie toute participation au viol et prétend être resté au volant du véhicule durant toute la durée du viol et des violences qui ont suivi. Il n'exprime par ailleurs aucun regret pour ce qui s'est produit et explique qu'une « fille décente ne se promènerait pas à 9 heures au soir. Une fille est bien plus responsable d'un viol qu'un garçon ». Il explique en outre que la victime a eu tort de se défendre du viol et que si elle s'était laissée faire elle n'aurait pas été blessée.

## Réactions et raisons de la médiatisation

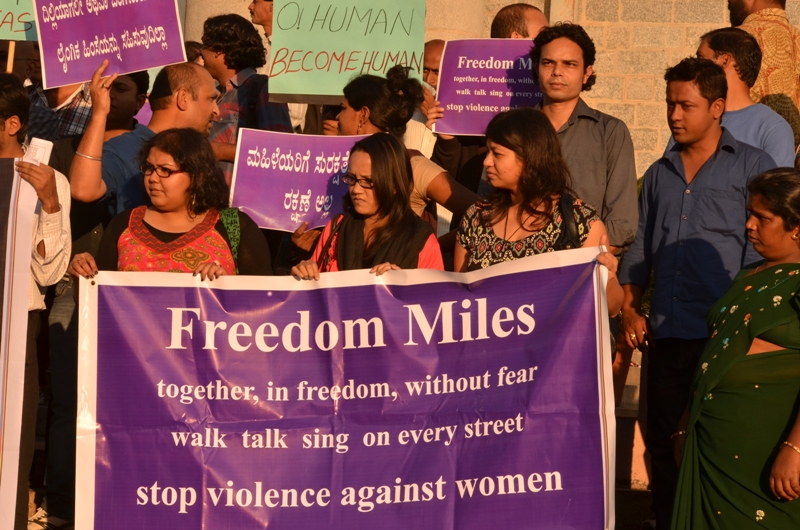
Manifestation devant la mairie de Bangalore le 30 décembre 2012, pour demander justice après la mort de la victime.

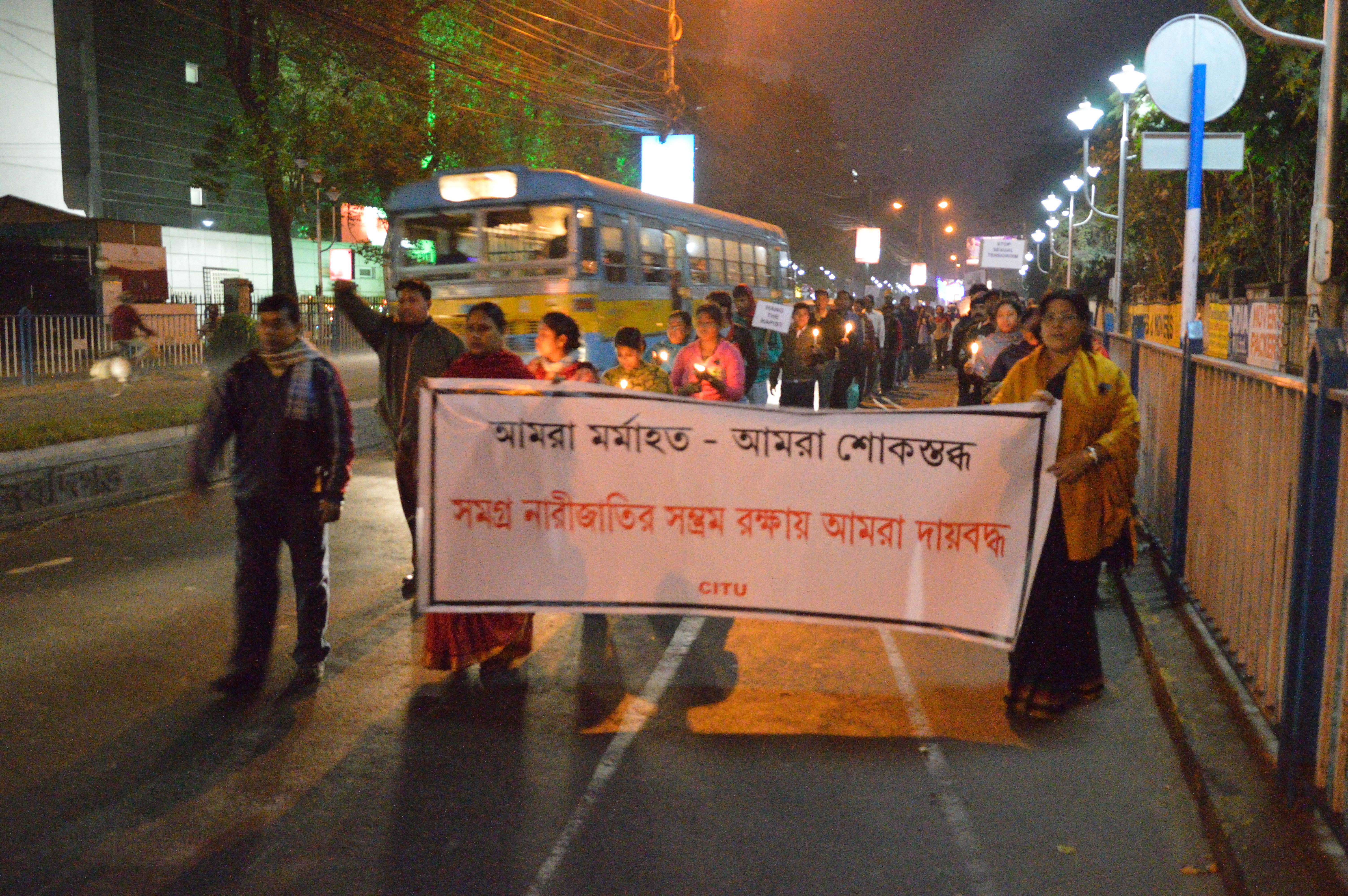
Manifestation à Salt Lake City, Kolkata, dans le Bengale-Occidental, après la mort de la victime à Singapour.

Alors que la victime est encore en vie, puis après sa mort, cette affaire de viol provoque des manifestations exceptionnelles en Inde. L'affaire est médiatisée dans la presse internationale et donne lieu à une réaction de l'ONU. Selon Le Monde, qui s'interroge sur « pourquoi cette affaire-là précisément ? », la violence des réactions à cette occasion traduirait un malaise de la classe moyenne, relayé par les chaînes de télévision commerciales qui ont aussitôt multiplié les émissions, pointant « la corruption, le chaos urbain, l'incompétence de la police, l'impéritie des dirigeants politiques », les protections dont bénéficie la classe aisée et l'abandon ressenti par le reste de la population. Pour le Père Walter Fernandes, la mobilisation n'a pu survenir que parce le crime a eu lieu à Delhi, contre une membre de la classe moyenne. En pointant le nombre de cas de viols, dont sur des dalits commis dans la plus grande indifférence, même lorsqu'ils sont ponctuellement relayés par les médias locaux, il s'interroge tout comme le journaliste du Monde sur le caractère durable ou pas de la mobilisation. Il met en avant qu'aucune modification ne pourra contrer les violences faites aux femmes sans une remise en cause du système social dans son ensemble : « Mais la tentation de la classe moyenne qui mène les manifestations contre le viol, la corruption et d'autres abus est de prendre un événement isolé et d'ignorer les attitudes et les systèmes sociaux qui en sont la cause ». La juriste Ratna Kapur défend la même analyse en ce qui concerne les causes sociétales, et « la glorification du garçon, dont les fœticides de fille sont la conséquence ».
Le Chief minister de la Province du Nord (Uttar Pradesh), Akhilesh Yadav, annonce un ensemble d'aides financières de 2 000 000  (soit environ 25 000 €) à la famille de la femme et offre un emploi gouvernemental à un membre de la famille. Une réunion de cabinet présidée par le Chief minister de Delhi, Sheila Dixit, décide d'offrir une aide supplémentaire de 1 500 000  (environ 20 000 €) et un emploi gouvernemental à un autre membre de la famille.
Dans un premier temps, bien que pas assez rapidement pour l'opinion publique, le gouvernement promet un débat et des mesures décisives, sans entrer dans le détail, pendant que le premier ministre indien Manmohan-Singh tente de calmer la population.
Diverses manifestations ont lieu dans le pays pendant des semaines après l'évènement, dont le 3 janvier, lorsque 600 guitaristes se sont rassemblés à Darjeeling pour interpréter en concert Imagine de John Lennon,.
En janvier 2013, les propos d'un guru, Asaram Bapu (en) : « Cette tragédie ne se serait pas produite si elle (la victime) avait chanté le nom de Dieu en tombant aux pieds de ses assaillants. L'erreur n'a pas juste été commise par un camp » et « si elle avait appelé ses agresseurs des frères et s'était jetée à leurs pieds » ont soulevé un tollé en Inde,. Malgré les nombreuses et virulentes critiques (un journaliste a considéré qu'il représentait « tout ce qui était pourri dans l'Inde masculine »), le guru a appelé les médias des « chiens qui aboient » et déclaré que ses propos avaient été mal rapportés.
À la suite de l'affaire du viol collectif de New Delhi, les attitudes et réactions de certaines autorités politiques et religieuses sont marquées par la tradition, lorsqu'ils expliquent comment une femme doit se comporter pour éviter le viol :
- Abu Asim Azmi, président du parti Maharashtra Samajwadi nuance ainsi son opinion : « Je suis pour que les violeurs de Delhi soient condamnés à mort, mais il faudrait aussi une loi pour empêcher les femmes de porter moins de vêtements et de sortir avec des garçons qui ne soient pas de leur parenté. Quel besoin ont-elles de se promener la nuit avec des hommes qui ne sont pas de leur famille ? Il faudrait y mettre un frein. » (« I support death penalty for the Delhi rapists but there should also be a law that women should not wear less clothes and roam around with boys who are not their relatives. What is the need for roaming at night with men who are not relatives? This should be stopped. »).
- Mamata Banerjee, la ministre en chef du Bengale-Occidental constate qu'« avant, si un homme et une femme se tenaient par la main, ils se faisaient attraper et réprimander par leurs parents ; mais maintenant tout se fait si ouvertement. C'est comme un marché ouvert avec tous les choix possibles. » (« Earlier if men and women would hold hands, they would get caught by parents and reprimanded but now everything is so open. It’s like an open market with open options. »).
- Le Dr Anita Shukla, scientifique au Rajmata Vijayaraje Scindia Krishi Vishwa Vidyalaya donne des conseils après coup : « Si des hommes en groupe ont l'intention de violer, ils le feront. La victime devrait se protéger en obligeant les agresseurs à rendre des comptes... Si la fille s'était simplement rendue (au lieu de résister) quand elle était entourée par six hommes, elle n'aurait pas perdu ses intestins. Que faisait-elle dehors avec son petit ami à 10 heures du soir ? » (« When a group of men intend to rape, they will do it. The victim should save herself for bringing the perpetrators to book… Had the girl simply surrendered (and not resisted) when surrounded by six men, she would not have lost her intestine. Why was she out with her boyfriend at 10 pm? »).
- Le parlementaire Rajpal Saini exprime sa préoccupation : « Pourquoi les femmes au foyer et les étudiantes ont-elles besoin de téléphones portables ? Ça les encourage à avoir des conversations futiles et à prendre contact avec des gens hors de leur foyer. » (« Why do housewives and school going girls need mobiles? It encourages them to make futile small talk and get connected with people outside their homes. »).
- AP Singh, un des avocats des accusés explique que « si ma fille ou ma sœur s'engageait dans des activités prémaritales et se déshonorait tout en se permettant de perdre la face et sa moralité en faisant pareilles choses, j'emmènerais probablement cette fille ou sœur à ma ferme où, face à toute ma famille, je l'arroserais d'essence avant d'y mettre le feu »[43].

## Analyses
Selon Mira Kamdar, une chercheuse américano-indienne du World Policy Institute (d), la jeune femme venant d’un village « représentait l’avenir de l’Inde qui a été violé et tué » et l'événement a fait « sauter le couvercle de la marmite ». Elle considère par ailleurs que les « cinq malfaiteurs seront pendus parce que le gouvernement n’a pas le choix » face à l’opinion publique, « un geste symbolique fort » mais « plus facile à faire que ce qui devrait être fait par le gouvernement » car la justice est « dysfonctionnelle partout en Inde » et que ce cas n’est traité rapidement que pour des raisons politiques.
Selon Bénédicte Manier, journaliste et écrivaine, l'ampleur des manifestations, qui ont eu lieu dans une cinquantaine de villes, s'explique aussi par le fait qu'une jeune génération de femmes urbaines et éduquées ne supporte plus l'insécurité dans les rues ni le harcèlement sexuel fréquent dans les transports publics, notamment à New Delhi. Ces agissements sont liés à une culture patriarcale que rejettent les jeunes générations indiennes. Le nombre croissant de plaintes pour viol dans la capitale, plus prononcé encore après 2012, est d'ailleurs en partie lié à un début de libération de la parole des jeunes urbaines, face aux violences de sexistes. Dans les années qui ont suivi le viol du 16 décembre 2012, les voix féministes se sont aussi plus largement fait entendre dans le pays, notamment grâce aux réseaux sociaux.
Pour Eve Charrin, journaliste et essayiste, « la violence est chose commune » en Inde. Les « plaintes ne sont pas souvent suivies d’effets » et se « noient dans une certaine corruption policière ». « L’écart entre l’Inde légale et l’Inde réelle est devenu de plus en plus intolérable ». Elle ajoute que la jeune femme représente justement une « modernité » qui manque à l’Inde (son père a révélé par la suite qu'elle préférait les tenues occidentales et qu'elle portait ses cheveux défaits, un fait très rare en Inde) et l’image de la « classe moyenne méritante ».
Selon Jean-Luc Racine, directeur de recherche à l'EHESS, la « violence a toujours fait partie de l’histoire de l’Inde ». Il y a une contradiction entre « L’Inde souterraine, violente, et l’image qu’elle veut donner d’elle-même ». L’événement a ainsi fait « ressortir la violence structurelle » du pays ». Il indique également que la rapidité du procès se produit « sous la pression de l'opinion publique et des médias ».
Selon Alain Caudrelier, directeur national de l'ONG Plan France, il faut « jouer sur le comportement des pères et des maîtres (d'école) » pour que les choses changent. La violence à l'école et sur le chemin de l'école est la préoccupation majeure des femmes dès leur plus jeune âge.
Selon Ved Marwah (en), ancien gouverneur de Manipur, quelque chose de significatif doit être entrepris, car « prêcher ne sera pas suffisant en Inde, sinon nous serions déjà une société différente ». Pour la rédactrice en chef du magazine Tehelka, Shoma Chaudhury (en), il ne suffit pas de sensibiliser aux problèmes de la condition féminine mais de trouver un protocole permettant de rendre concret cette sensibilisation, en particulier dans les postes de police. Pour Nandita Rao, juriste et militante indienne, la police est en cause. Des sanctions disciplinaires devraient être prises chaque fois qu'un agent ne respecte pas le protocole strict de traitement des plaintes, en faisant des commentaires personnels biaisés, par exemple. Selon Pawan Varma, diplomate, plus a été accompli en trois semaines grâce à la pression populaire qui a suivi cette affaire que pendant les dix années précédentes.
Selon l'essai de l'écrivain et journaliste Suketu Mehta dans TIME Magazine, intitulé « La guerre que l'Inde livre à ses femmes » (« India's War on Its Women »), ce viol confirme la fréquence de ce crime, non seulement dans toute l'Inde, mais surtout à New Delhi. La ville compte à elle seule plus de viols que Mumbai, Calcutta, Chennai, Bangalore et Hyderabad réunies. À propos des innombrables demandes sur les forums Internet pour que les violeurs soient condamnés à mort, il souligne que, vu la promptitude avec laquelle la police indienne a coutume de trouver des suspects en cas d'affaires très médiatisées, cela ne devrait déboucher que sur la pendaison de nombreux innocents.
Cet essai de TIME Magazine rappelle surtout la radicalité du changement qui serait nécessaire dans les mentalités, notamment chez ceux qui ont à traiter des affaires de viol. Ainsi, et bien que la Cour suprême de l'Inde ait dénié toute valeur probante à cette pratique, le « finger test » (le « test du doigt ») continue d'être appliqué dans de nombreux États indiens par les médecins examinant les victimes de viol. Le médecin introduit d'abord un doigt, puis deux dans le vagin de la victime. La possibilité d'introduire deux doigts l'amènera à écrire dans son rapport que la victime est « habituée à des rapports sexuels », ce que la défense retiendra contre elle pour mettre en cause sa crédibilité. Enfin, Suketu Mehta remarque qu'en Inde, les femmes évitent d'entrer dans les postes de police tant elles craignent pour leur sécurité. Le comportement de la police ne fait cependant que refléter l'attitude des hommes politiques. Six membres élus du corps législatif de plusieurs États indiens ont été accusés de viol et, lors des élections nationales de 2009, les divers partis politiques n'ont présenté pas moins de 40 candidats accusés de viol ou d'autres crimes perpétrés contre des femmes.
Dans l'article de fond consacré à l'affaire par ce même numéro de TIME Magazine, Krista Mahr place l'affaire dans le contexte d'une attitude en Inde envers les femmes qui renvoie aux temps les plus obscurantistes (« the Dark Ages »), avec 24 000 viols enregistrés dans le pays en 2011. De nombreux cas ne sont par ailleurs pas décomptés. Selon Aman Deol, secrétaire général d'un groupe de défense du Droit des femmes au Pendjab, « une femme est une propriété, comme un bout de terrain. Elle n'a aucun droit - ni sur son corps, ni sur son esprit, ni dans le choix d'un partenaire ». Krista Mahr voit dans la colère des manifestants, à la suite de cette affaire de viol, le reflet du conflit entre la modernité à laquelle peuvent maintenant accéder les femmes de la classe moyenne (notamment pour ce qui concerne l'instruction), et le carcan étouffant de l'Inde ancienne et de ses injustices. L'article note également que cette colère s'exprime envers des dirigeants qui se vantent des succès économiques du pays alors qu'ils sont incapables de garantir aux citoyens le droit élémentaire à la sécurité, dans un pays où règne une « culture de l'impunité » et où « les soldats coupables de viol s'en tirent toujours ».

Face au sentiment général véhiculé par les médias, selon lequel la situation doit changer, et donc va changer, Chouyo, blogueuse franco-indienne, affiche une vision très noire du futur : selon les propos recueillis par Emmanuel Tellier dans Télérama, elle affirme : 

« Le nombre d'agressions sexuelles ne baissera pas [...] ; la condition des femmes ne s'améliorera pas ; et les terrifiants tabous qui entourent le corps et la sexualité continueront à peser sur les individus comme dans peu d'autres endroits sur la planète. [...] Les procès seront bouclés à toute allure, les types iront en prison à vie [...], et la chape de béton retombera. »

Elle poursuit en disant « Ce qu'il faudrait à l'Inde, c'est une révolution sexuelle, mais elle ne se produira pas. [...] L'Inde réelle - non pas fantasmée - est aussi sensuelle qu'un goulag sibérien », ajoutant « Un mot sur la condition de la femme : pour dire les choses de manière abrupte, elle est considérée comme un utérus. Elle sert à donner la vie, et bon le reste, peu importe... ».

Elle insiste sur les racines profondes du mal en rappelant que : 

« En 2007, un rapport officiel a démontré que 53 % des enfants indiens interrogés avaient subi des abus sexuels. Une chose banale, et dont personne ne parle jamais... »

Des personnalités bollywoodiennes, tel l'acteur Shahrukh Khan ou le réalisateur Farhan Akhtar se disent affligés par ce crime et demandent une réflexion sur les images que véhiculent le cinéma indien dans son ensemble. Ils sont rejoints en cela par l'écrivaine féministe Urvashi Butalia.

## Conséquences
Il est prévu que le personnel de police de New Delhi, généralement accusé d’être insensible à la condition des femmes en Inde (au point d'avoir développé une attitude « elle l'a bien cherché » dans les situations de viol), reçoive des cours pour améliorer la situation et en particulier mieux évaluer les plaintes qui lui parviennent. Selon la chaine de télévision de New Delhi, 40 agents de terrain ont déjà reçu les premiers cours au début de janvier 2013.
Le gouvernement prévoit d'autre part la mise en service d'un nombre d'autobus plus important la nuit, l'installation de GPS sur les transports en commun publics et l'augmentation des patrouilles de police la nuit sur les trajets les plus fréquentés quotidiennement par des femmes. La médiatisation du viol permet également de mettre en lumière le travail de la Red Brigade, organisation fondée à Lucknow qui lutte contre les comportements agressifs envers les femmes, qui a vu ses effectifs s'accroître considérablement,.
Sur le plan international, à la suite de ce viol, l'ONU, en la personne du Haut-Commissaire aux droits de l'Homme, Navi Pillay, a demandé le 31 décembre 2012 à l'Inde un « débat d'urgence » sur les mesures à prendre pour faire face aux violences sexuelles ; estimant que la peine de mort, réclamée par la famille de la victime, « n'était pas la solution », elle a précisé que « ce dont nous avons besoin, c'est d'une nouvelle prise de conscience de l'opinion publique et d'une meilleure application des lois dans l'intérêt de toutes les femmes ». Rappelant à cette occasion la précédente affaire d'une jeune fille dalit de 16 ans qui s'était immolée par le feu après avoir été violée, elle a ajouté qu'« il s'agit d'un problème national qui touche des femmes de toutes les classes et castes, et qui requiert des solutions nationales ». Se déclarant d'autre part extrêmement préoccupée par le nombre d'enfants violés en Inde, la responsable de l'ONU a insisté : « Il est maintenant temps que l'Inde renforce son régime juridique contre le viol ».
À la suite de ce viol, un débat s'engage en Inde, et le rapport d'une commission d'experts, dirigé par le juge Jagdish Sharan Verma, stigmatise « les biais de genre » et « l'état d'esprit de la société ». Il appelle à des « changements systémiques dans l'éducation et les comportements sociétaux ». En mars 2013, une nouvelle loi durcissant les sanctions pénales à l'encontre des auteurs de violences sexuelles est adoptée.

### Presse écrite
- (en) Krista Mahr, « India's Shame. A brutal rape spotlights a culture of hostility toward women », TIME Magazine (édition européenne),‎ 14 janvier 2013
- (en) Suketu Mehta, « India's War on Its Women: A brutal rape has sparked protest, but change will require a deep attitude shift », TIME Magazine (édition européenne),‎ 14 janvier 2013
- Emmanuel Tellier, « Après l'émotion causée par le viol, l'Inde va-t-elle changer ? », Télérama, no 3290,‎ 2-8 février 2013